# 玛丽特·瑟德斯特伦
玛丽特·瑟德斯特伦（瑞典語：Marit Söderström，1962年10月25日—），瑞典女子帆船运动员。她曾代表瑞典参加1988年夏季奥林匹克运动会帆船比赛，联同队友比吉塔·本特松获得女子470级银牌。